# Lukas Traxel

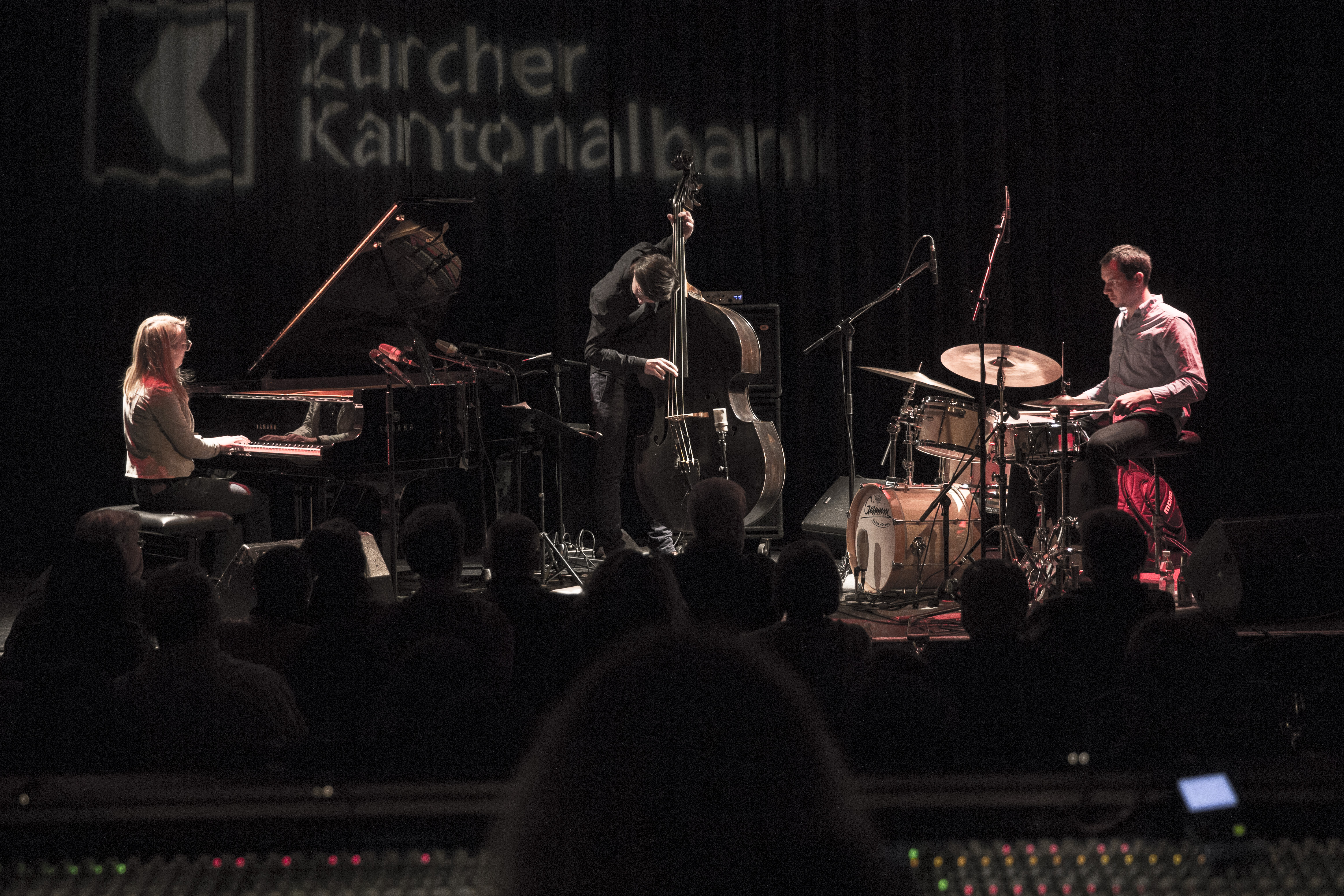
Lukas Traxel (Mitte) mit Marie Krüttli (li.) und Martin Perret (re.) beim ZKB-Jazzpreis-Festival 2016

Lukas Traxel (* 20. Mai 1993) ist ein Schweizer Jazzmusiker (Kontrabass).

## Leben und Wirken
Traxel, der aus Altdorf UR stammt, spielte zunächst Blockflöte, später Trompete, bevor er zum E-Bass kam. Er besuchte die  Musikschule Uri. In der Bigband der Schule spielte er u. a. die Musik von Weather Report und Mel Lewis. Darüber kam er zur Jazzmusik. Er studierte an der Hochschule Luzern Musik und erwarb den Master in Jazz-Performance. Seit 2010 gehörte er zum Marie Krüttli Trio. Zudem spielte er im Lucerne Jazz Orchestra, im Maurus Twerenbold Non Harmonic Quartet und im Max Petersen Trio. Des Weiteren wirkte er bei Aufnahmen von Jean-Paul Brodbeck, Christoph Grab, Tal Arditi und Lea Maria Fries mit. Mit dem Trio von Marie Krüttli gewann er 2016 den ZKB Jazzpreis. 2023 legte er sein Debütalbum One-Eyed Daruma (We Jazz) vor, aufgenommen mit Otis Sandsjö und Moritz Baumgärtner.

## Diskographische Hinweise
- Marie Krüttli Trio: Kartapousse (Konnex Records, 2015)
- Max Petersen Trio: Dream Dancing (Unit Records, 2016), mit Jimmy Macbride
- Jean-Paul Brodbeck Trio: Extra Time (enja, 2017)
- Christoph Grab: Reflections (Lamento, 2017)
- Reto Anneler Stille Post: Stille Post (QFTF, 2018)
- Christoph Stiefel Inner Language Trio: Embracing (nWog Records, 2019)
- Lukas Mantel Sextet Vardah (Double Moon Records 2019, mit Matthias Spillmann, Rafael Schilt, Travis Reuter, Leandro Irarragorri)
- One-Eyed Daruma (We Jazz 2023, mit Otis Sandsjö, Moritz Baumgärtner)